# ピューリタン (戯曲)
『ピューリタン』 (The Puritan, or the Widow of Watling Street) は、ジャコビアン時代の作者不詳の喜劇。初版は1607年。作者はトマス・ミドルトンとされることが多いが、本の表紙に「W.S.」作とあることからウィリアム・シェイクスピアの外典に含められている。

## 創作年代と作者
『ピューリタン』が書かれたのはおそらく1606年と思われる。その中に含まれる挿話のいくつかが、それ以前の大衆文化の中にあったトリックやジョークを集めた、ジョージ・ピール (George Peele) 作と言われる、同時代の作品『The Merry Conceited Jests of George Peele』から引かれているからである。この本の出版はわかっている中で最古のもので1607年だが、書籍出版業組合の記録に登録されたのは1605年12月14日だった。この中に7月15日を火曜日とする生活暦への言及があり、17世紀の最初の10年間でそれに該当するのは1606年のみである（もっとも作者は正確な日付を書くつもりはなかったかも知れない）。この劇の「Corporal Oath」（登場人物の一人オース伍長であると同時に、「荘厳な誓い」という意味になる）への関心は火薬陰謀事件（1605年）に連座してイングランド国内のカトリック教徒に課せられた「忠誠の誓い」と関連があるのかも知れない。
『ピューリタン』が書籍出版業組合の記録に登録されたのは1607年8月6日で、その年の暮れ前に印刷屋ジョージ・エルド (George Eld) によって「四折版」として出版された。表紙にはこの劇がセント・ポール少年劇団 (Children of Paul's) によって演じられ、作者は「W.S.」と書かれていた。このイニシャルからエドワード・アーチャーは『The Old Law』の1656年版の戯曲一覧で『ピューリタン』の作者をウィリアム・シェイクスピアとした。1664年のシェイクスピアの「サード・フォリオ」第2刷 (Philip Chetwinde出版) に『ピューリタン』が追加されたことで、シェイクスピア外典の1つに数えられるようになった。
現代の研究家たちは「W.S.」なる人物をシェイクスピアとする説を否定している。同じ「W.S.」をイニシャルとするウェントワース・スミス (Wentworth Smith)、ウィリアム・スミス (William Smith) が作者の候補にあげられたが、研究者のほとんどは作者をトマス・ミドルトンと考え、文体論的解析もその説を支持している。2007年にはオックスフォード大学出版 (Oxford University Press) のミドルトン選集に加えられた。

## あらすじ
夫を亡くしたばかりのプラス夫人はピューリタンである。その財産を狙って、貧乏学者のパイボード、追い剥ぎ（ハイウェイマン）のキャプテン・アイドル、退役軍人たちが予言者や魔術師にばけて詐欺をしかけてくる。
計画は順調に進み、アイドル（彼もピューリタンである）はプラス夫人と、パイボードは娘のフランシスとの、それぞれ結婚することになるが……。
パイボード (Pyeboard) のキャラクターはジョージ・ピールに基づいている。パン屋が生地をオーブンの出し入れする時に使う木べらが「peel」とも「Pieboard」とも呼ばれることからの洒落である。
またプラス夫人の2人の召使いの姓「セント・メアリー・オーヴァリー」と「セント・アントリングス」はともに17世紀のピューリタンの活動の拠点だったロンドンの教会の名前である。ピューリタンの伝道師ウィリアム・クラショー（1572年 - 1626年。詩人リチャード・クラショー Richard Crashawの父）はこの劇のピューリタン風刺に怒って、1608年にこの劇に関する説教をした。